# Franco Scala
Franco Scala (Imola, 1937) es un pianista y profesor de piano italiano.

## Datos biográficos
Diplomado del Conservatorio de Música de Boloña. Después de haber estudiado con Gherardo Macarini, se perfeccionó con Carlo Zecchi en la  Accademie Santa-Cécile de Roma, convirtiéndose posteriormente en concertista tanto en Italia como fuera de su país. 
Después de la Academia de Santa Cecilia, Scala firma un contrato por treinta años, con el Conservatorio Rossini de Pesaro.
En 1981, funda y es el director de la Academia Internacional de piano del « Incontri col Maestro » de Imola, su ciudad natal.<ref>Franco Scala, director de la Academia Internacional de Piano de Imola
Fue maestro de Maurizio Pollini y más recientemente también de su hijo Daniele Pollini. También de Lazar Berman. En 2013, dejó la dirección de la Academia a Vladimir Ashkenazy. Además de piano, da cursos de música de cámara.

## Otros alumnos notables
- Vanessa Benelli Mosell
- Luca Chiantore
- Gianluca Cascioli
- Roberto Cominati
- Ingrid Fliter
- Davide Franceschetti
- Gianluca Luisi
- Alberto Nosè
- Enrico Pace
- Simone Pedroni
- Igor Roma
- Juliana Steinbach
- Giorgia Tomassi